# Aire d'attraction de Val de Briey
L'aire d'attraction de Val de Briey est un zonage d'étude défini par l'Insee pour caractériser l’influence de la commune de Val de Briey sur les communes environnantes.

### Carte

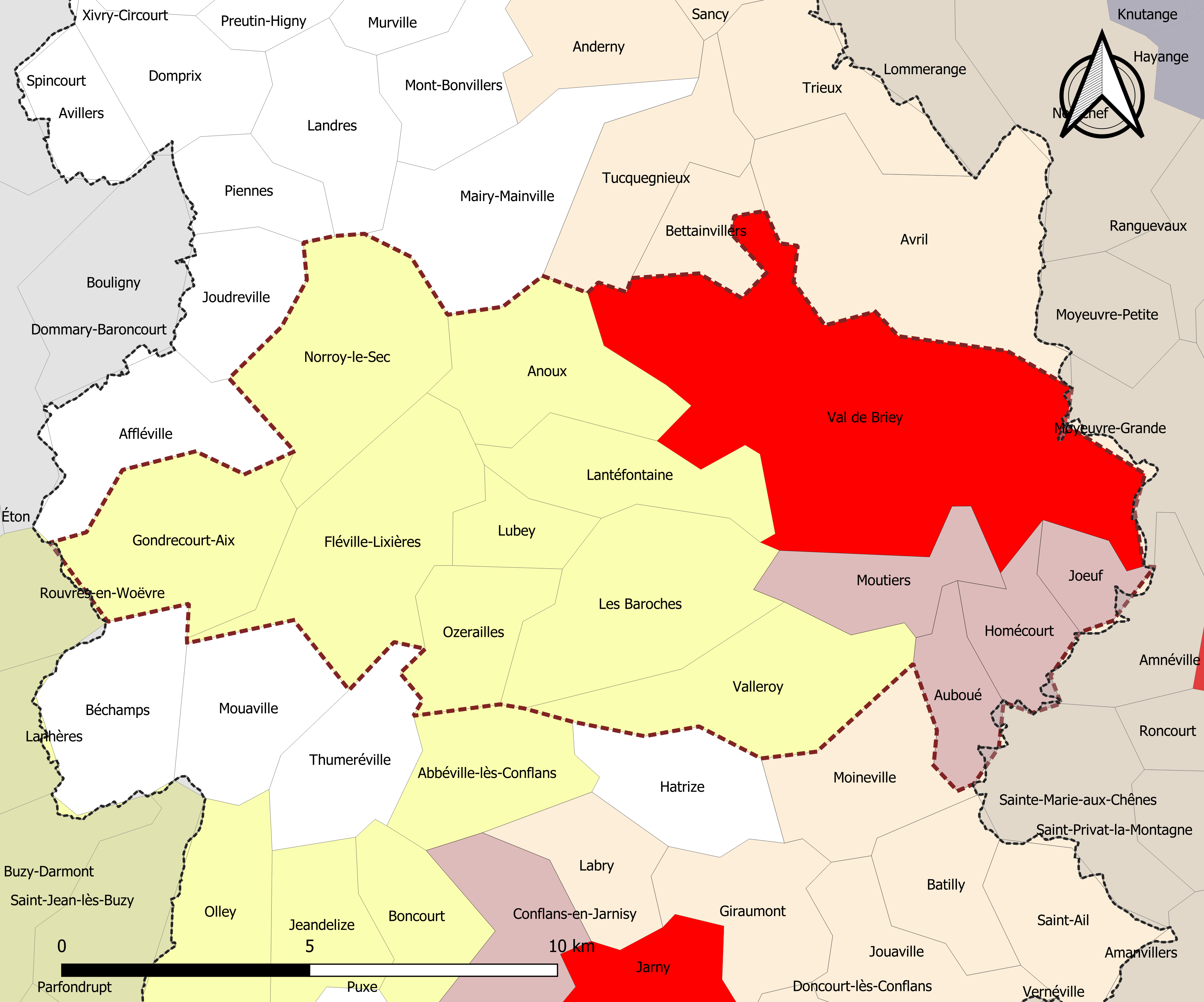
Carte de l'aire d'attraction de Val de Briey.
Commune-centre
Commune du pôle principal
Commune de la couronne

## Définition
L'aire d'attraction d'une ville est composée d’un pôle, défini à partir de critères de population et d’emploi ainsi que d’une couronne constituée des communes dont au moins 15 % des actifs travaillent dans le pôle. Le pôle d’attraction constitue ainsi un point de convergence des déplacements domicile-travail,.

## Géographie
L’aire d'attraction de Val de Briey est une aire intra-départementale qui comporte 14 communes en Meurthe-et-Moselle. 

### Composition communale
| Nom                           | Code Insee | Département        | Statut                    | Superficie (km2) | Population (dernière pop. légale) | Densité (hab./km2) | Modifier                                    |
| ----------------------------- | ---------- | ------------------ | ------------------------- | ---------------- | --------------------------------- | ------------------ | ------------------------------------------- |
| Val de Briey (commune-centre) | 54099      | Meurthe-et-Moselle | commune-centre            | 38,91            | 7 906 (2022)                      | 203                | modifier les données · modifier les données |
| Auboué                        | 54028      | Meurthe-et-Moselle | commune du pôle principal | 4,54             | 2 641 (2022)                      | 582                | modifier les données · modifier les données |
| Homécourt                     | 54263      | Meurthe-et-Moselle | commune du pôle principal | 4,44             | 6 250 (2022)                      | 1 408              | modifier les données · modifier les données |
| Jœuf                          | 54280      | Meurthe-et-Moselle | commune du pôle principal | 3,18             | 6 509 (2022)                      | 2 047              | modifier les données · modifier les données |
| Moutiers                      | 54391      | Meurthe-et-Moselle | commune du pôle principal | 6,82             | 1 591 (2022)                      | 233                | modifier les données · modifier les données |
| Anoux                         | 54018      | Meurthe-et-Moselle | commune de la couronne    | 9,88             | 271 (2022)                        | 27                 | modifier les données · modifier les données |
| Les Baroches                  | 54048      | Meurthe-et-Moselle | commune de la couronne    | 13,28            | 329 (2022)                        | 25                 | modifier les données · modifier les données |
| Fléville-Lixières             | 54198      | Meurthe-et-Moselle | commune de la couronne    | 14,38            | 300 (2022)                        | 21                 | modifier les données · modifier les données |
| Gondrecourt-Aix               | 54231      | Meurthe-et-Moselle | commune de la couronne    | 12,28            | 180 (2022)                        | 15                 | modifier les données · modifier les données |
| Lantéfontaine                 | 54302      | Meurthe-et-Moselle | commune de la couronne    | 8,06             | 734 (2022)                        | 91                 | modifier les données · modifier les données |
| Lubey                         | 54326      | Meurthe-et-Moselle | commune de la couronne    | 3,93             | 215 (2022)                        | 55                 | modifier les données · modifier les données |
| Norroy-le-Sec                 | 54402      | Meurthe-et-Moselle | commune de la couronne    | 13,77            | 418 (2022)                        | 30                 | modifier les données · modifier les données |
| Ozerailles                    | 54413      | Meurthe-et-Moselle | commune de la couronne    | 6,32             | 147 (2022)                        | 23                 | modifier les données · modifier les données |
| Valleroy                      | 54542      | Meurthe-et-Moselle | commune de la couronne    | 12,26            | 2 355 (2022)                      | 192                | modifier les données · modifier les données |

## Démographie
Cette aire est catégorisée dans les aires de moins de 50 000 habitants, une catégorie qui regroupe 12,2 % de la population au niveau national,.